# Dries Heyrman
Dries Heyrman (ur. 30 stycznia 1991) – belgijski siatkarz, grający na pozycji środkowego, reprezentant Belgii. Od sezonu 2017/2018 występuje w drużynie VC Gimme Waasland.
Jego młodszą siostrą jest siatkarka Laura Heyrman.

## Sukcesy klubowe
Puchar Belgii:
- 2014, 2015[2]

Mistrzostwo Belgii:
- 2014, 2015[3]
- 2016

## Sukcesy reprezentacyjne
Liga Europejska:
- 2013